# 5457 Queen's
5457 Queen's este un asteroid din centura principală de asteroizi.

## Descriere
5457 Queen's este un asteroid din centura principală de asteroizi. A fost descoperit pe 9 octombrie 1980 la Observatorul Palomar de Carolyn S. Shoemaker. Asteroidul prezintă o orbită caracterizată de o semiaxă mare de 3,08 ua, o excentricitate de 0,02 și o înclinație de 3,9° în raport cu ecliptica.